# 140 (číslo)
Sto čtyřicet je přirozené číslo. Následuje po číslu sto třicet devět a předchází číslu sto čtyřicet jedna. Řadová číslovka je stočtyřicátý. Římskými číslicemi se zapisuje CXL.

## Matematika
Sto čtyřicet je
- abundantní číslo
- nešťastné číslo.
- nepříznivé číslo.

- nejmenší trojciferné pyramidové číslo

## Chemie
- 140 je neutronové číslo druhého nejstabilnějšího izotopu thoria a nukleonové číslo nejběžnějšího izotopu ceru.[1]

## Doprava
- Silnice II/140 je česká silnice II. třídy na trase Písek – Putim – Drahonice – Bavorov.[2]
- Index KOV vozu Aee140 ČD

## Roky
- 140
- 140 př. n. l.